# Daniil Volkovich
Danil Ivanavich Volkovich (18 de abril de 1900 – 1937 ou 1943) foi um estadista e político soviético que serviu como presidente do Conselho de Comissários do Povo da República Socialista Soviética da Bielorrússia de 30 de maio a 8 de setembro de 1937 e primeiro secretário do Partido Comunista da Bielorrússia de 25 de janeiro a 14 de março de 1937. Ele nasceu em Masty.